# Dracontomyia
Genre
Synonymes
Cecidocharella Hendel, 1936
Dracontomyia est un genre d'insectes diptères brachycères muscomorphes de la famille des Tephritidae, de la sous-famille des Tephritinae et de la tribu des Eutretini.

## Liste des espèces
Selon ITIS (27 décembre 2021) :
- Dracontomyia footei Aczel, 1953
- Dracontomyia riveti Becker, 1919